# Victor Bernat
Víctor Bernat Cuadros (Barcelona, España, 17 de mayo de 1987) es un futbolista andorrano. Juega en la posición de delantero y milita en el F. S. La Massana de la Primera División de Andorra.

## Selección nacional
Hizo su debut internacional con la selección de Andorra el 6 de septiembre de 2020 en la Liga de Naciones de la UEFA contra las Islas Feroe.

### Goles internacionales
| Núm. | Fecha               | Lugar                                                          | Rival   | Gol | Resultado | Competición |
| ---- | ------------------- | -------------------------------------------------------------- | ------- | --- | --------- | ----------- |
| 1    | 28 de marzo de 2022 | Estadio Comunal de Andorra la Vieja, Andorra la Vieja, Andorra | Granada | 1-0 | 1-0       | Amistoso    |

## Clubes
| Club                  | País    | Año       |
| --------------------- | ------- | --------- |
| U. E. Engordany       | Andorra | 2006-2007 |
| U. E. Santa Coloma    | Andorra | 2007-2021 |
| F. C. Ordino          | Andorra | 2021-2022 |
| U. E. Engordany       | Andorra | 2022-2023 |
| F. C. Penya Encarnada | Andorra | 2023-2024 |
| F. S. La Massana      | Andorra | 2024-     |

## Palmarés

### Campeonatos nacionales
| Título           | Club               | País    | Año  |
| ---------------- | ------------------ | ------- | ---- |
| Copa Constitució | U. E. Santa Coloma | Andorra | 2013 |
| Copa Constitució | U. E. Santa Coloma | Andorra | 2016 |
| Copa Constitució | U. E. Santa Coloma | Andorra | 2017 |

### Distinciones individuales
| Distinción                                            | Año  |
| ----------------------------------------------------- | ---- |
| Goleador de la Primera División de Andorra (16 goles) | 2011 |
| Goleador de la Primera División de Andorra (14 goles) | 2012 |
| Goleador de la Primera División de Andorra (12 goles) | 2016 |
| Goleador de la Primera División de Andorra (18 goles) | 2017 |